# Detta
Detta (románul és bolgárul Deta, helyi román nevén Ghedu) város Romániában, a Bánságban, Temes megyében.

## Fekvése
Temesvártól 44 km-re délre, a Birda patak partján fekszik. Szabályos alaprajzú település.

## Nevének eredete
Neve egy középkori Déd alakból fejlődhetett ki (Deed, 1360). Ez egy szláv eredetű személynévből származik. A török hódoltság alatt és után a mai helység területét a mai nevén ismerték (Dida, 1552, Deta, 1724). 1907-ben az Országos Községi Törzskönyvbizottság a Déd nevet állapította meg számára, de a község és Temes vármegye közösen elérték a korábbi név fenntartását.

## Története
A török kiűzése után 1720–1721-ben érkeztek első német telepesei, Bajorországból és Elzász-Lotaringiából. 1737-ben rablók gyújtották föl. 1763-ban 210 württembergi és elzász-lotaringiai családot, 1764-ben 21 trieri családot költöztettek be. 1777-ben már 600 lakója volt. Önálló római katolikus plébániája 1741-ben létesült, 1839-ben pedig egy káplánt is rendszeresítettek. A 18. század folyamán néhány olasz családot is betelepítettek, hogy azok meghonosítsák a rizstermesztést.
1810-ben mezővárosi rangot kapott, országos vásárral és hetivásárral. 1830-tól postaállomás, 1836-tól gyógyszertár működött benne. 1842-ben kaptak céhes kiváltságot a dettai kézművesek. A közös céhnek 52 alapító tagja volt, akik közül kilencen a kerékgyártó szakmát űzték.
1848. december 23–24. éjjelét Kiss Ernő serege a település utcáin gyújtott máglyák mellett töltötte. 1849. január 29-én itt járt Rajačić pátriárka és sikertelenül próbálta a dettai svábokat a magyar kormány ellen hangolni. Bem május 1-jén foglalta el ismét.
1853-ban körülbelül háromszáz evangélikus cipszer költözött be. Imaházat csupán 1897-ben építettek maguknak, ezt 1980 körültől, a német nyelvű közösség fokozódó elvándorlása miatt, a szerb ortodoxok használják. 1858-tól a Temesvár–Báziás-vasútvonal egyik állomása. A vasút megjelenése a század második felében a Bánát legjelentősebb gabonakereskedelmi és malomipari központjai közé emelte. Mint Temes vármegye egyik járásának a székhelye, 1871-től járásbíróságnak, 1883-tól pedig adóhivatalnak adott otthont. 1850-ben már létező zsidó közössége 1882-ben épített magának zsinagógát.
A 20. század elején egy hengermalom és három gőzmalom, két téglagyár, gépgyár, vasöntöde, kalapgyár, építőanyag-ipari telep működött a közigazgatási reform által nagyközséggé visszaminősített Dettán. 

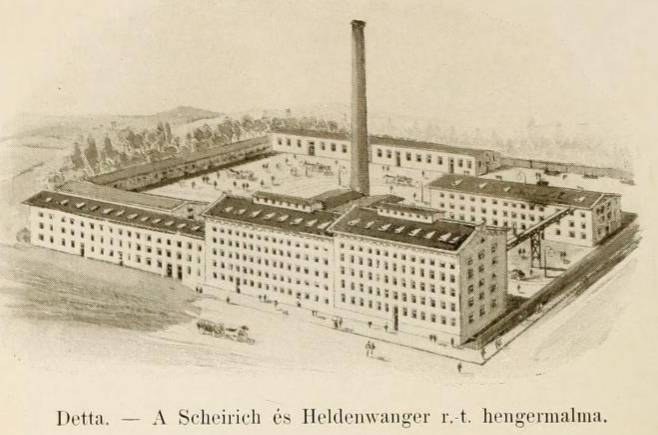
A hengermalom (1914)

1885-ben létesített parkja és a már 1902-ben bevezetett villanyvilágítás miatt a Monarchia legszebb községének nevezték. Több takarékpénztárral is büszkélkedhetett. Wilhelm Wettel 1875-ben alapított benne nyomdát, majd 1881-ben Julius Fackler elindította a Dettaer Zeitung című hetilapot, amely egészen 1939-ig megjelent. 1883-ban iparostanonciskolát, 1895-ben a Miasszonyunkról nevezett iskolanővérek leánynevelő intézetet hoztak létre benne. 1914-ben egy állami polgári iskola is létesült, amelyet a román állam 1924-ben reállíceummá alakított át.
1918–1919-ben szerb katonai megszállás alatt állt, majd Romániához csatolták. Az új határok megbénították korábbi, gabonatermesztésre alapozott gazdaságának fejlődését, de új iparágak indultak fejlődésnek. Viktor Felser 1921-ben porcelán- és üvegfestő műhelyt alapított, karlsbadi mesterekkel. 1925-ben, egy régi malomépületben egy furnérgyár kezdte meg a termelést. A szocializmus alatt (Plapaf néven) a legjelentősebb dettai üzem volt, 1990-ben ezerhatszáz főt foglalkoztatott, és 2005-ben szűnt meg. Az 1889-ben Alois Buchmann által alapított téglagyár 1925-ben évi majd hárommillió téglát gyártott. A két világháború között tejfeldolgozó üzem is létesült, amely túlélte a világháborút, majd a szocializmus évtizedeit, 1990 után egy ideig joghurtot is előállított, de még az 1990-es években megszűnt. A gyárak a környező nagybirtokok mezőgazdasági népessége köréből toborozták munkásaikat. Különösen sok magyar mezőgazdasági munkás érkezett a környező tanyákról és a kisajátított zsidó birtokokról. (A magyar népesség növekedése a kb. 4-500, a magyar uralom alatt „magyar”-ként nyilvántartott, később „disszimilálódó” dettai sváb és a repatriálások miatt a statisztikai adatok alapján nem ilyen látványos.)
A második világháború alatt katonai repülőteret működtettek benne. 1944. augusztus végén a német lakosság egy része az átvonuló német csapatokkal együtt elmenekült. 1945 januárjában a szovjetek a 17 és 45 év közötti német férfiak többségét szovjetunióbeli kényszermunkatáborokba deportálták. Szerbek már a huszadik század első felében elkezdtek betelepülni Szókáról és más környékbeli falvakból. Bolgárok nagyobb számban csak a második világháború után érkeztek Dettára, elsősorban Brestyéről. 1951-ben, a „titóizmus” elleni harc jegyében helyi szerbeket, németeket és magyarokat deportáltak a Bărăganra.
1968-ban kapott ismét városi rangot. 1985-ig működött a városban nyolc osztályos magyar, 1988-ig nyolc osztályos német iskolai tagozat. A 2000-es években Temes megyében elsőként itt épült a települést elkerülő körgyűrű.

## Népesség
- 1900-ban 3997 lakosából 2889 volt német (72,27%), 760 magyar (19,01%), 222 román (5,55%), 87 szerb (2,17%) és 37 bolgár (0,92%) anyanyelvű; 3302 római katolikus, 294 ortodox, 191 zsidó, 131 evangélikus, 44 református, 30 görögkatolikus vallású. 67%-uk tudott írni-olvasni, a nem magyar anyanyelvűek 30%-a beszélt magyarul.
- 2002-ben 5786 lakosából 3537 volt román (61,13%), 1147 magyar (19,82%), 392 német (6,76%), 327 szerb (5,65%), 202 cigány (3,49%) és 133 bolgár (2,29%) nemzetiségű; 3480 ortodox és 1996 római katolikus vallású.

## Közlekedés
A települést érinti a Temesvár–Alsósztamora-Temesmóra-vasútvonal.

## Látnivalók
- A neogótikus római katolikus templom 1900-ban, az ortodox kápolna 1924-ben épült.
- Termálstrand és az 1885-ben létesített park.
- Reviczky Gyula emléktáblája szerelmének, Bakálovich Emmának egykori lakóházán és Bakálovich Emma sírja a temetőben.
- Helytörténeti múzeum a műemlék jellegű tűzoltótoronyban.

## Gazdasági élete
- A legtöbb alkalmazottat foglalkoztató üzemek 2012-ben a Prevent (autókárpitok és ülések gyártása), a Takata-Petri (kormánykerekek), a TRW (autóbiztonsági rendszerek) és az Alu Metall Guss alumíniumöntödéje.
- Több kisebb élelmiszer- és textilipari vállalkozás is működik a városban.
- Továbbra is fontos szerepet játszik a földművelés.

## Oktatás
- Szent Miklós Iskolacsoport, az I–IV. osztályban magyar tagozattal.

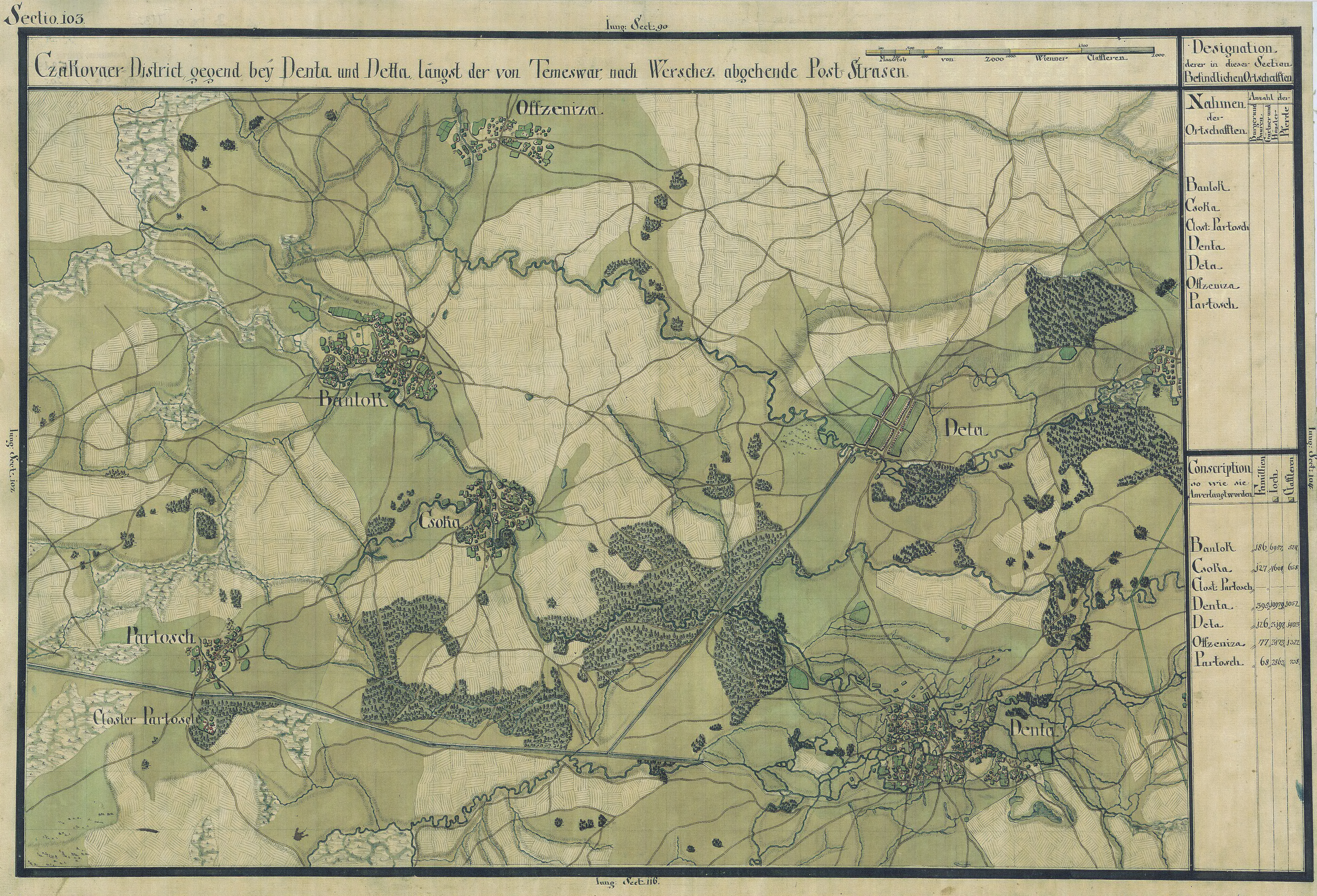
Detta egy 1769–72 között készült térképen

## Híres emberek
- Itt dolgozott nevelőként 1875–1877-ben Reviczky Gyula.
- Itt született 1883-ban Haubrich József szociáldemokrata politikus, a Magyar Tanácsköztársaság hadügyi népbiztosa, a Peidl-kormány hadügyminisztere.
- Itt született 1898-ban Szimonisz (Simonis) Henrik költő, elbeszélő, műfordító, újságíró, lapszerkesztő.
- Itt született 1926-ban Szőcs Gyula pedagógus, muzeológus, Bartók-kutató.
- Itt született 1944-ben Mihai J. Spăriosu irodalomtudós.
- Itt született 1950-ben Miodrag Milin történész.
- Itt született 1966-ban Ovidiu Ganț, a Romániai Német Demokrata Fórum képviselője a román parlamentben.

## Testvértelepülései
- Bordány, Magyarország
- Csóka, Szerbia